# AC Propulsion eBox
AC Propulsion eBox – elektryczny samochód sportowy klasy kompaktowej produkowany przez amerykańskie przedsiębiorstwo AC Propulsion w latach 1997–2003.

## Historia i opis modelu

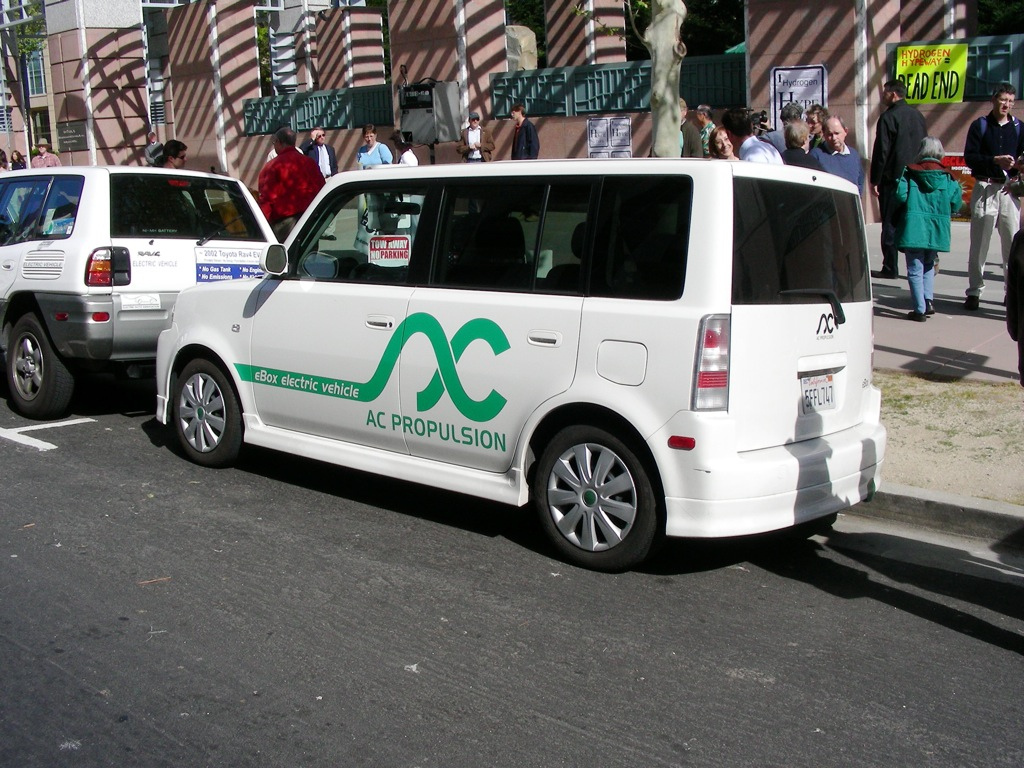
AC Propulsion tZero – tył

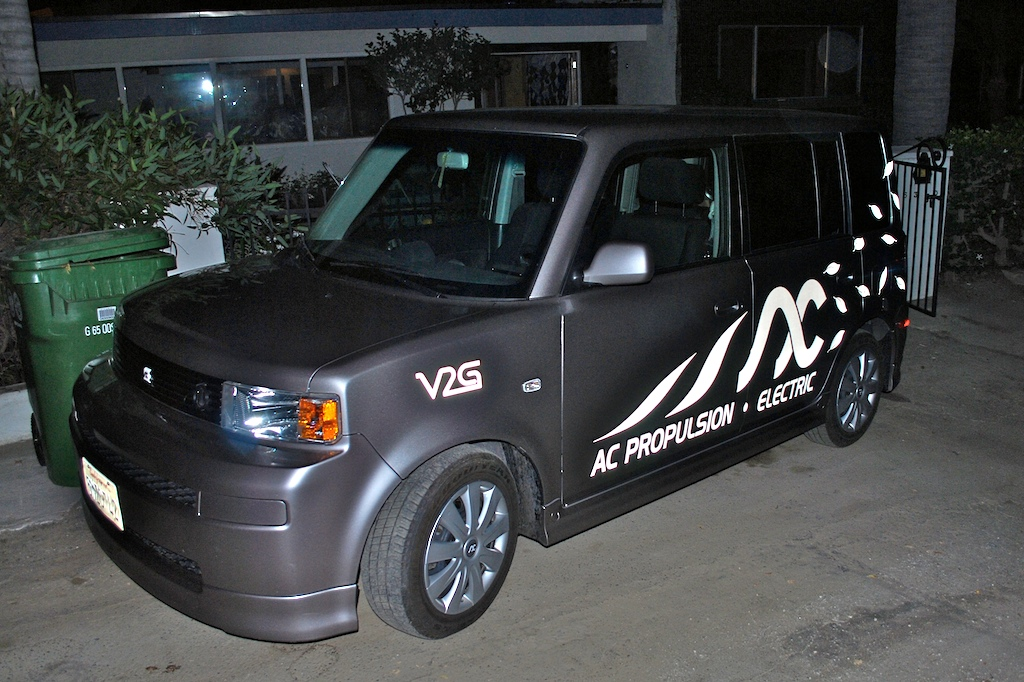
AC Propulsion eBox, 2008

W połowie pierwszej dekady XXI wieku AC Propulsion zdecydowało się opracować drugi w swojej historii model samochodu wykorzystujący autorski projekt w pełni elektrycznego układu napędowego AC-150. Tym razem ograniczono się jednak tylko do kwestii technicznych, jako bazę wykorzystując niewielkiego minivana Scion xB oferowanego wówczas w Stanach Zjednoczonych.
Posiadający bliźniacze do niego nadwozie oraz wnętrze model o nazwie AC Propulsion eBox zadebiutował po raz pierwszy podczas niewielkiego wydarzenia w kalifornijskim Santa Monica w grudniu 2006 roku. Pod kątem wizualnym ograniczono się do plastikowej zaślepki w miejscu atrapy chłodnicy, a także oklein z oznaczeniami AC Propulsion na panelach nadwozia oraz klapie bagażnika.

### Sprzedaż
AC Propulsion eBox zostało zbudowane jako krótkoseryjny pojazd w limitowanej serii między 2006 a 2007 rokiem. Pierwszym klientem, do którego dostarczono gotowy egzemplarz w lutym 2007 roku, był amerykański aktor Tom Hanks. Cena, za którą wówczas AC Propulsion dokonywało konwersji spalinowego Sciona na samochód w pełni elektryczny, wynosiła w 2007 roku 55 tysięcy dolarów amerykańskich.

### Dane techniczne
AC Propulsion eBox wyposażony został w stosowany już zarówno w innym modelu firmy, tZero, jak i innych konstrukcjach, autorski elektryczny układ napędowy AC-150. Charakteryzuje się on mocą maksymalną 160 KM i maksymalnym momentem obrotowym 220 Nm. Pojazd rozwija 100 km/h w 7 sekund, z kolei dzięki baterii litowo-jonowej o pojemności 35 kWh maksymalny zasięg pojazdu na jednym ładowaniu waha się między 190 a 240 kilometrów w zależności od stylu jazdy.